# Подгородинский, Владимир Иванович
Владимир Иванович Подгородинский (род. 28 июля 1949, Одесса) — режиссер музыкального театра заслуженный деятель искусств Российской Федерации, профессор Российского государственного института сценических искусств (с 1989 по 2011 гг.).

## Биография
Окончил Одесскую национальную музыкальную академию им. А. В. Неждановой (1977), а также высшие театральные курсы при Министерстве культуры РСФСР, класс народного артиста РСФСР Льва Дмитриевича Михайлова (1980).
В 1978 году вместе с композитором Евгением Лапейко организовал Молодёжный музыкальный театр (ММТ) на базе Одесского национального политехнического университета. Коллектив работал в жанре рок-оперы.
1980—1982 — режиссер-постановщик Одесского национального академического театра оперы и балета.
1982—1986 — главный режиссер Красноярского музыкального театра.
В 1985 году по предложению Алексея Рыбникова поставил оперу-мистерию «„Юнона“ и „Авось“» с ленинградским ансамблем «Поющие гитары».
С 1986 года по инициативе Алексея Рыбникова и Андрея Вознесенского приглашен в качестве художественного руководителя ленинградского ВИА «Поющие гитары», в 1989 году коллектив переведен в статус театра и получил название Санкт-Петербургского театра «Рок-опера» (занесён в «Золотую Книгу Санкт-Петербурга»).
1989—2011 — мастер курса, профессор Российского государственного института сценических искусств.
С 2014 по настоящее время — главный режиссёр Одесского академического театра музыкальной комедии им. М. Водяного.

### Поставленные спектакли
- «Девушка и смерть» — рок-опера Е. Лапейко, Красноярский музыкальный театр.
- «Прометей» — рок-опера Л. Волоха, Красноярский музыкальный театр.
- «„Юнона“ и „Авось“» — рок-опера-мистерия А. Рыбникова. Ленинградский ансамбль «Поющие гитары» (с 1991 года — Санкт-Петербургский театр «Рок-опера»). Более 2 000 постановок. Гастроли на Кипре, в Финляндии, США, Польше, Болгарии.
- «Монах, блудница и Монарх» — рок-опера А. Журбина, Санкт-Петербургский театр «Рок-опера».
- «Иисус Христос — суперзвезда» — рок-опера Эндрю Ллойда Уэббера, Санкт-Петербургский театр «Рок-опера». Первая постановка в СССР. Более 1 500 постановок. Гастроли на Кипре, в Финляндии, США, Польше, Болгарии.
- «Джельсомино» — детская рок-опера А. Клевицкого, Санкт-Петербургский театр «Рок-опера». Гастроли в США.
- «Белая акация» — оперетта И. Дунаевского, Омский музыкальный театр. Спектакль номинирован в трех категориях Российской национальной театральной премии «Золотая маска».
- «Весёлая вдова» — оперетта Ф. Легар, Одесский академический театр музыкальной комедии им. М. Водяного.
- «Орфей и Эвридика» — рок-опера А. Журбина, Санкт-Петербургский театр «Рок-опера». Более 2 500 постановок. В декабре 2003 года спектакль был внесен в Книгу рекордов Гиннеса как мюзикл, максимальное количество раз сыгранный одним коллективом — на момент регистрации рекорда спектакль исполнялся 2350-й раз.
- «Хелло, Долли!» — мюзикл Дж. Хермана. Одесский академический театр музыкальной комедии им. М. Водяного.
- «Гадкий утенок, или Сказка о волшебных крыльях» — детская рок-опера В. Калле, Санкт-Петербургский театр «Рок-опера». Лауреат детского театрального фестиваля в Санкт-Петербурге.
- «Сказка о мёртвой царевне и о семи богатырях» — детская рок-опера, Санкт-Петербургский театр «Рок-опера». Лауреат Международного Пушкинского театрального фестиваля.
- «Дон Сезар де Базан» — мюзикл Е. Ульяновского, Одесский академический театр музыкальной комедии им. М. Водяного. Лучший спектакль года.
- «Корабль дураков» — мюзикл А. Клевицкого, Санкт-Петербургский театр «Рок-опера».
- «Целуй меня, Кэт!» — мюзикл К. Портера, Одесский академический театр музыкальной комедии им. М. Водяного, Российский государственный институт сценических искусств.
- «Куда путь держишь, Ваше благородие?» — мюзикл А. Петрова, О. Петровой, Санкт-Петербургский театр «Рок-опера». Спектакль поставлен к 300-летию Санкт-Петербурга.
- «Паяцы» — опера Р. Леонкавалло, Музыкального театра Кузбасса им. А. Боброва.
- «Жирофле-Жирофля» — оперетта Ш. Лекока, Одесский академический театр музыкальной комедии им. М. Водяного.
- «Синяя птица» — мюзикл А. Петрова, О. Петровой, Санкт-Петербургский театр «Рок-опера».
- «Прелести измены» — мюзикл М. Самойлова, Новосибирский театр музыкальной комедии, Музыкального театра Кузбасса им. А. Боброва.
- «Кентервильское привидение» — мюзикл В. Калле, Санкт-Петербургский театр «Рок-опера».
- «Граф Воронцов» — мюзикл Е. Ульяновского, Одесский академический театр музыкальной комедии им. М. Водяного.
- «Скрипач на крыше» — мюзикл Дж. Бока. Иркутский музыкальный театр им. Н. М. Загурского, Одесский академический театр музыкальной комедии им. М Водяного. Лауреат театрального конкурса «Возрожденные шедевры».
- «Безымянная звезда» — мюзикл А. Самойлова, Санкт-Петербургский театр «Рок-опера», Одесский академический театр музыкальной комедии им. М. Водяного. Лучший спектакль года.
- «Фиалка Монмартра» — оперетта И. Кальмана, Одесский академический театр музыкальной комедии им. М. Водяного.
- «Калина красная» — мюзикл М. Самойлова, Алтайский краевой театр драмы им. В. М. Шукшина.
- «Цезарь и Клеопатра» — мюзикл А. Журбина, Иркутский музыкальный театр им. Н. Загурского.
- «Ромео и Джульетта» — рок-опера В. Калле, Санкт-Петербургский театр «Рок-опера». Совместная постановка с Российским государственным институтом сценических искусств.
- «Блудный сын» — мюзикл М. Самойлова, Иркутский музыкальный театр им. Н. М. Загурского.
- «Сильва» — оперетта И. Кальмана, Одесский театр музыкальной комедии им. М. Водяного.
- «Царевна-лягушка» — детская рок-опера Л. Фадеевой-Москалевой, Одесский театр музыкальной комедии им. М. Водяного.
- «Марица» — оперетта И. Кальмана, Новосибирский музыкальный театр. Лауреат театральной премии «Парадиз».
- «Белая акация» — оперетта И. Дунаевского, Одесский академический театр музыкальной комедии им. М. Водяного. Лучшая премьера года.
- «Моисей» — рок-опера А. Бродского, Одесский академический театр музыкальной комедии им. М. Водяного. Лучший спектакль года.
- «Бал в „Савойе“» — оперетта, почти мюзикл П. Абрахама, Одесский академический театр музыкальной комедии им. М. Водяного.
- «Тетка Чарлея» — музыкальная комедия О. Фельцмана, Одесский академический театр музыкальной комедии им. М. Водяного.
- «Цыганский барон» — оперетта И. Штрауса, Одесский академический театр музыкальной комедии им. М. Водяного.
- «Шутки Оффенбаха» — оперетта Ж. Оффенбаха, Одесский академический театр музыкальной комедии им. М. Водяного.
- «Оскар» — мюзикл М. Самойлова, Одесский академический театр музыкальной комедии им. М. Водяного.
- «Тайна Макропулоса» — мюзикл В. Баскина, Одесский академический театр музыкальной комедии им. М. Водяного. Лучшая театральная премьера года.
- «Без вины виноватые» — мюзикл А. Кулыгина, Одесский академический театр музыкальной комедии им. М. Водяного.
- «Леди Гамильтон» — мюзикл И. Долговой, Санкт-Петербургский театр «Рок-опера».
- «Весёлая вдова» — оперета Ф. Легара, Новосибирский музыкальный театр.
- «За двумя зайцами» — музыкальная комедия В. Ильина и В. Лукашова, Одесский академический театр музыкальной комедии им. М. Водяного.
- «Марица» — оперетта И. Кальмана, Одесский академический театр музыкальной комедии им. М. Водяного.
- «По Дерибасовской…» — мюзикл В. Баскина, Одесский академический театр музыкальной комедии им. М. Водяного.
- «Небесный тихоход» — героическо-лирическая музыкальная комедия В. Соловьев-Седого и М. Самойлова, Хабаровский краевой музыкальный театр.
- «Двенадцать стульев» — мистический трагифарс А. Злотника, Одесский академический театр музыкальной комедии им. М. Водяного.
- «Золотой теленок» — мистический трагифарс А. Злотника, Одесский академический театр музыкальной комедии им. М. Водяного.
- «Иисус Христос — superstar» — рок-опера Эндрю Ллойда Уэббера и Тима Райса, Одесский академический театр музыкальной комедии им. М. Водяного.
- «Ночь в Венеции» — оперета И. Штрауса, Одесский академический театр музыкальной комедии им. М. Водяного.

Работал с композиторами: А. Рыбников, Э. Артемьев, А. Журбин, А. Петров, В. Баскин, М. Самойлов, А. Клевицкий, Е. Лапейко; поэтами, драматургами: А. Вознесенский, М. Жванецкий, П. Грушко, Ю. Димитрин, В. Вербин, Н. Денисов. А. Шульгина, К. Рубинский; художниками: Э. Кочергин, А. Коженкова, С. Зограбян, С. Зайцев, И. Долгова, И. Роон, Г. Корбут; балетмейстерами: Г. Абрамов. С. Грицай, О. Игнатьев, А. Рубина. К. Черноземов, О. Навроцкая, В. Кузнецов.